# Рабула Едеський
Рабула з Едеси (Кальціс Целессірійський, близько 350 — Едеса, бл. серпня 435 року) — єпископ Едеси з 411/412 до серпня 435 року. Син язичницького жерця і побожний християнин. Кілька років сповідував язичництво свого батька, проте під впливом Євсевія Халкідського та Акакія Алеппського, став свідком чуда, навернувся до християнства і став ченцем.
У наступні роки він присвятив себе християнському аскетизму, а в 411/412 році був призначений єпископом Едеси (нині Шанліурфа), одного з найважливіших центрів християнства на Сході. На цій посаді став затятим противником вчення Феодора Мопсуестійського і Несторія. Був близьким другом Кирила Олександрійського.

## Біографія
Рабула народився бл. 350 у Халкіді Келесірійській, місті та єпископській кафедрі за кілька кілометрів на південь від Алеппо, Сирія. Її батько був язичницьким священником, а мати була побожною християнкою, але незабаром після одруження вона залишалася язичником. Під час подорожі до своїх земель він навернувся до християнства частково через те, що зіткнувся з випадком чудесного зцілення, а частково через вплив вчення Євсевія Халкідського та Акація Алеппського. Після навернення Рабула став ченцем.
З усією природною для нього енергією він присвятив себе християнському подвижництву, продавши все своє майно і розлучившись з дружиною та родичами. Деякий час він жив у монастирі, а потім перейшов у важке життя як самотній відлюдник . Після смерті в 411/412 р. Діогена, єпископа Едеси, Рабула був обраний його наступником і негайно прийняв посаду, без звичайного небажання. Після двадцяти чотирьох років єпископської кар’єри він помер у серпні 435 р., його змінив Іва з Едеси.
Як єпископ, Рабула виявив надзвичайну енергію, за безперервну аскезу в особистому житті, за те, як він піклувався про всіх бідних і нужденних своєї єпархії, за свою опіку з дисципліною духовенства та ченців, які були під його владою. і, нарешті, за люту рішучість, з якою він боровся з єресями, особливо зі чимраз більшою школою послідовників Несторія . Одного разу він відвідав Константинополь і виголосив Феодосію II проповідь, яка викривала несторіанське вчення ( 408–450 , який тоді був симпатиком Несторія та великої громади; ця проповідь частково збереглася в сирійському перекладі.
За словами панегіриста його Житія, хоча він був горезвісним противником вчення Несторія, під час Першого Ефеського собору в 431 році він став на бік Івана I Антіохійського, і його ім'я зустрічається серед підписників двох листів у яку доктрина Кирила Олександрійського викривається як єретична. Через кілька місяців він зрозумів, що Кирило мав рацію, і став його найбезкомпроміснішим союзником проти несторіанства. Його завдання було нелегким у його єпархії, головним чином через престиж Феодора Мопсуестійського, який у той час був бастіоном несторіанства. Завзяття Рабули придушити твори Теодора Ібас у своєму листі до Маріса приписував особистій образі на пам’ять про померлого. 

## Спадщина

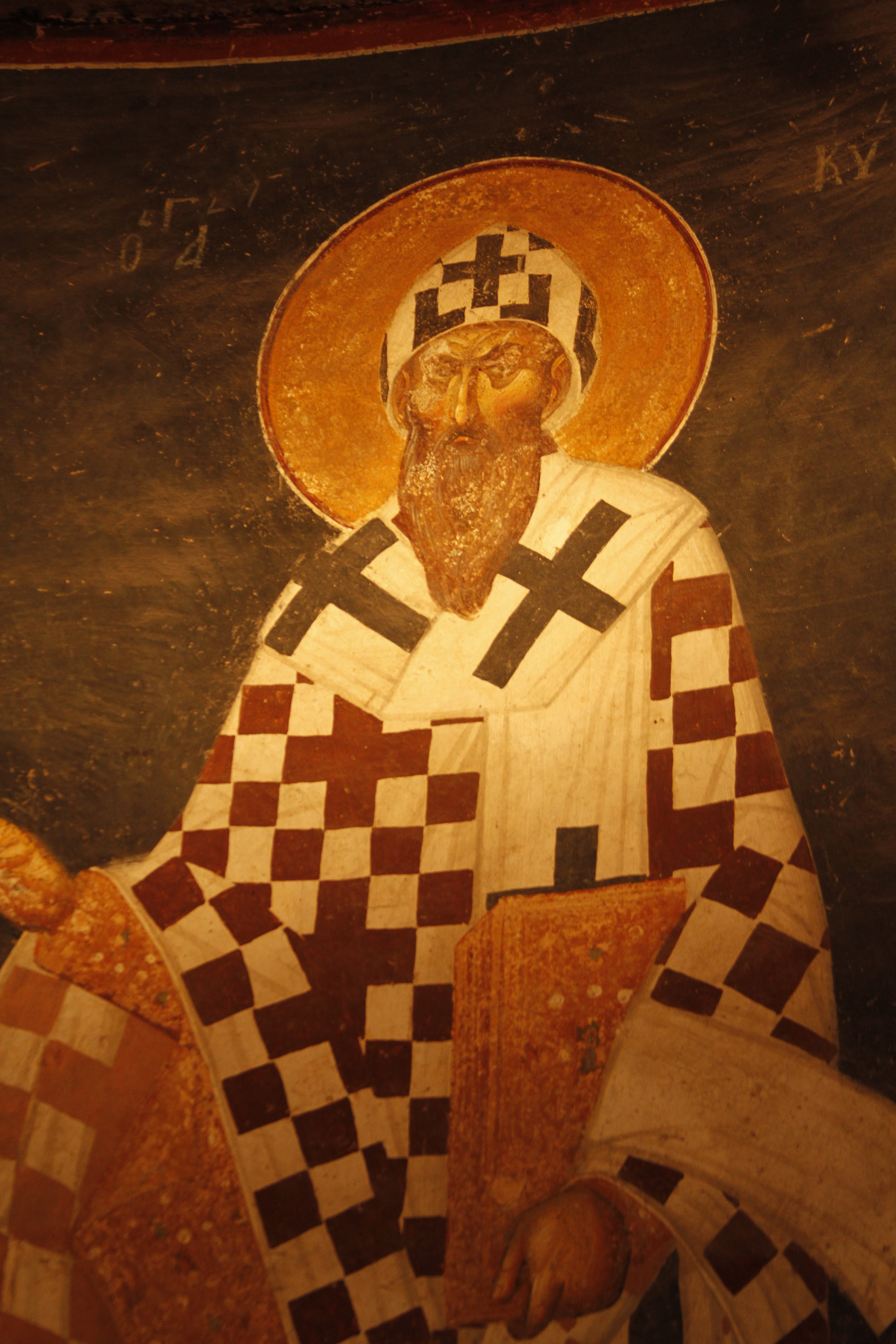
Фреска Кирила Олександрійського в церкві Святого Спаса в Хорі, Стамбул

Головна спадщина Рабули в сирійській літературі полягає в завзяті, з яким він намагався замінити Діатессарон (або «Татіанову гармонію») канонічними Євангеліями, постановивши, що їх копії обов’язково повинні бути розміщені в усіх церквах. [4] Його літературна спадщина невелика і цілком можна знайти в творчості Овербека. Як друг Кирила Олександрійського, він був зайнятий перекладом його трактатів з грецької на сирійську мову, особливо «Про праву віру» (De recta fide ).
Версія, що збереглася, зберігається в Британському музеї . [5] За словами його біографа, [6] Рабула створив версію (або редакцію) Нового Завіту сирійською мовою, відому як Пешітта . Участь Рабули могла бути [7] першим кроком до філоксенської версії. Ф. К. Беркітт йде далі й висуває гіпотезу, що Рабула принаймні що стосується Євангелій, активно допомагав у перекладі поточного тексту Пешітти, використовуючи грецький текст, що існував в Антіохії близько 400 року.

### Критика
Науковці сперечаються, чи правильний цей позитивний погляд на Рабулу. Ян Віллем Дрійверс зазначає, що «Схоже, Рабула був не зразковим єпископом, як показано в «Житті Рабули» ( Vita Rabbulae ), а фанатиком-християнином, який переслідував би всіх, хто мав інші ідеї, наприклад, діофізитів та інших єретиків, а також євреї». Насправді згідно з «Житіями», відразу після того, як Рабула став єпископом Едеси, разом з іншим ченцем Євсевієм, майбутнім єпископом Тели, вирушив до Балбека (Геліополіс), у Фінікії Лібаненсе, один з останніх притулків язичництва. метою досягнення власного мучеництва шляхом нападу на тамтешні язичницькі священні образи. Замість того, щоб бути вбитим, як він очікував, його жорстоко побили. Тоді в «Житті Рабули» говориться, що він був позбавлений смерті через свою долю, яка мала отримати єпископство.[8] Вчений Майкл Геддіс зазначає, що саме такий тип суїцидальної поведінки засуджував Августин. На щастя для громадян Бальбека (якби не Рабула), вони змогли зберегти звичаї та традиції своїх предків до século VI.